# Pseudochlamys semirufescens
Pseudochlamys semirufescens är en skalbaggsart som beskrevs av Karren 1972. Pseudochlamys semirufescens ingår i släktet Pseudochlamys och familjen bladbaggar. Inga underarter finns listade i Catalogue of Life.